# Så började det
Så började det är ett musikalbum från 2014 med folkkära svenska grammofonartisters första inspelningar. Samlingsboxen består av fyra cd-skivor och en booklet på 120 sidor med biografier, klipp och bilder. 
De medverkande artisterna är Olle Adolphson, Alice Babs, Inger Berggren, Lily Berglund, Thory Bernhards, Ulla Billquist, Leif Björklund, Jussi Björling, Bertil Boo, Brita Borg, Harry Brandelius, Robert Broberg, Anders Börje, Towa Carson, Lasse Dahlquist, Britt Damberg, Karl Gerhard, Little Gerhard, Ann-Louise Hanson, Sonya Hedenbratt, Bibi Johns, Jokkmokks-Jokke, Karin Juel, Margareta Kjellberg, Zarah Leander, Lill-Babs, Anita Lindblom, Lasse Lönndahl, Siw Malmkvist, Jan Malmsjö, Gösta ”Snoddas” Nordgren, Povel Ramel, Ernst Rolf, Sven-Olof Sandberg, Thore Skogman, Evert Taube, Sven-Bertil Taube, Owe Thörnqvist, Carli Tornehave, Gustaf Torrestad, Östen Warnerbring, Gunnar Wiklund och Monica Zetterlund. 

### Fotnoter
1. ↑  http://www.vaxrecords.nu/